# رادنی اسمیتسون
رادنی اسمیتسون (انگلیسی: Rodney Smithson؛ ۹ اکتبر ۱۹۴۳ – ۲۱ اوت ۲۰۲۴) بازیکن فوتبال اهل بریتانیا بود.
از باشگاه‌هایی که وی در آنها بازی کرده‌است، می‌توان به باشگاه فوتبال آرسنال و باشگاه فوتبال آکسفورد یونایتد اشاره کرد.